# جان فین
جان فین (انگلیسی: John Finn؛ زادهٔ ۳۰ سپتامبر ۱۹۵۲) یک هنرپیشه اهل ایالات متحده آمریکا است.
از فیلم‌ها یا برنامه‌های تلویزیونی که وی در آن نقش داشته است می‌توان به اگه میتونی منو بگیر و شکار، تحلیل آن، نجات غریق، افتخار، جرونیمو: یک افسانه آمریکایی، قطار اتمی و منفجر شده اشاره کرد.